# Кружка
Кру́жка — крупный толстостенный стакан с ручкой. 

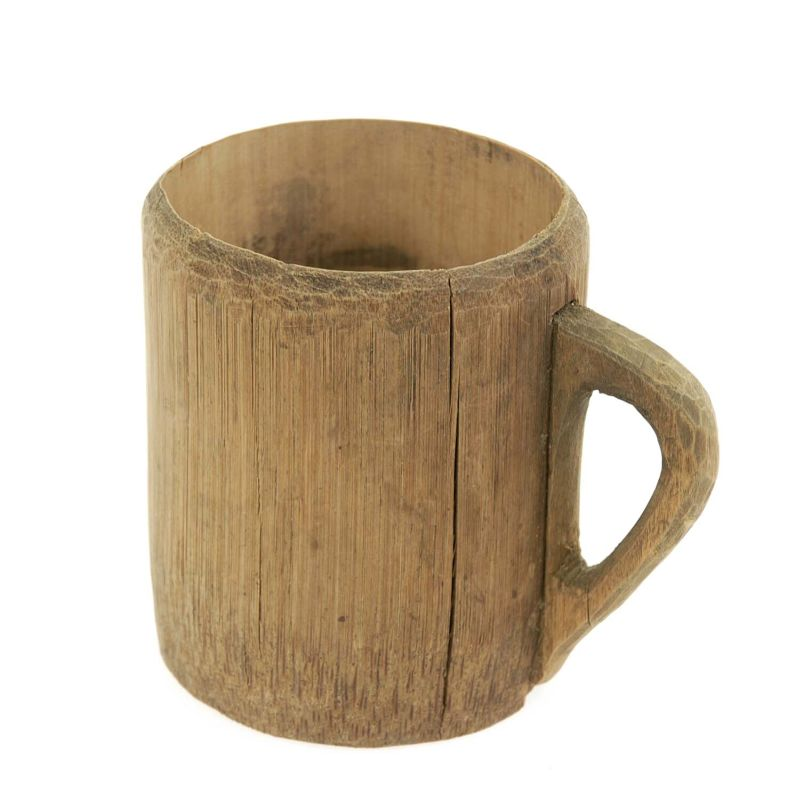
Деревянная кружка

В общих чертах кружка имеет форму, приближающуюся к усечённому конусу или цилиндру, и варьирующуюся от одного производителя к другому. Обычная вместимость кружки — 250–500 мл.
«Кружка — питейный сосуд больше стакана, кубок, стопа, братина, большой стакан. Стакан с ручкою, иногда с носком и с крышечкою.» (из «Толкового словаря живого великорусского языка» В. И. Даля.)
Заимствование слова произошло около XV века из польского языка, где kruż означал «кувшин».
Разновидности кружек:
- Стеклянные
- Керамические
- Фарфоровые
- Деревянные
- Алюминиевые
- Пластиковые
- Железные эмалированные
- Термокружки (металлические или керамические (например, фарфоровые) мини-термосы с двойными стенками, сохраняют температуру содержимого в течение времени более длительного, чем обычные — одностенные.)

Современные технологичные кружки представляют собой предмет, технически оснащённый не только для хранения и потребления напитков, но и направленный на удержание температурного режима (термокружки).
- Кружки-хамелеоны. После наливания в них горячего напитка может меняться цвет их наружной поверхности, либо на ней может проявляться рисунок, который до этого не был виден невооружённым глазом.
- Кружки-блендеры. В них есть встроенный микромотор, работающий на батарейках, позволяющий эффективно размешивать содержимое.
- Кружки-непроливайки.  Специальная детская посуда, похожая на чашку, стакан или бутылочку, обычно со съёмными ручками.